# Giovanni Legrenzi
Giovanni Battista Legrenzi (Clusone, batizado em 12 de agosto de 1626 – Veneza, 27 de maio de 1690) foi um clérigo, compositor e organista da Itália. É considerado um dos maiores compositores da escola de Veneza do fim do século XVII e exerceu uma enorme influência no desenvolvimento da linguagem do barroco no norte da Itália.

## Vida
Era filho de Giovanni Maria Legrenzi, compositor e violinista, que deve ter sido o seu primeiro professor. Depois transferiu-se para Bergamo, o centro regional, onde recebeu sua primeira indicação, tornando-se organista na Igreja de Santa Maria Maior, sede de grande tradição musical. Ordenado padre em 1651, foi indicado capelão na igreja e Primeiro Organista em 1653. Sua primeira coleção de obras publicadas apareceu no ano seguinte, contendo missas e vésperas.
Deixou Bergamo em 1655 e em 1656 assumiu como mestre de capela na Academia do Espírito Santo em Ferrara, uma pequena mas sólida instituição musical, também de longa tradição. Neste período publicou diversas outras coleções de obras e iniciou uma carreira de operista, apresentando sua primeira composição no gênero em Veneza, em 1664. Entre esta data e 1670 pouco se sabe sobre sua vida, mas renunciou ao cargo na Academia e embora tenha continuado a produzir música, parece não ter mantido empregos estáveis. Em torno de 1670 estabeleceu-se em Veneza, como professor na Igreja de Santa Maria dei Derelitti, onde permaneceu até 1676, quando foi indicado maestro do coro no Ospedale dei Mendicanti. Em 1685 tornou-se vice-maestro na Basílica de São Marcos. Nesta altura era considerado, junto com Carlo Pallavicino (1640 ca. – 1688), o maior compositor de óperas em atividade. Em abril do mesmo ano foi nomeado mestre de capela da Basílica, mas já estava doente, e nos anos seguintes pouco atuou nesta posição. Apesar da fama que ganhou em vida com suas óperas e música sacra, hoje é mais lembrado pela sua produção instrumental.

## Música
Legrenzi era ativo na maioria dos gêneros correntes no norte da Itália no final do século XVII, incluindo música vocal sacra, ópera, oratório e variedades de música instrumental. Embora mais conhecido como compositor de sonatas instrumentais, ele foi predominantemente um compositor de música litúrgica com um caráter nitidamente dramático. A maior parte de sua música instrumental também pode ser incluída nesta categoria, uma vez que teria sido usada principalmente como um substituto para itens litúrgicos na Missa ou Vésperas.
Legrenzi compôs dezenove óperas de 1662 a 1685, das quais as mais bem-sucedidas foram Achille in Sciro (1664), La divisione del mondo, I due cesari (1683), Il Giustino (1683) e Publio Elio Pertinace (1684). Suas óperas eram imensamente populares (e apresentadas de forma extravagante) em seus dias, embora, como seus oratórios, poucos tenham sobrevivido. Sua música de dança posterior estava certamente ligada ao repertório operístico, embora a função de uma coleção antiga (Op. 4, que é musicologicamente famosa por incluir seis peças designadas sonate da câmera) seja menos clara.
A música de Legrenzi está ganhando interesse constantemente à medida que partituras e transcrições se tornam mais amplamente disponíveis. Os grupos de música antiga estão cada vez mais incluindo as sonatas instrumentais e seleções da música devocional e litúrgica nos concertos. Houve reavivamentos significativos de algumas das óperas sobreviventes. Editions de La divisione del mondo e Il Giustino pelo maestro alemão Thomas Hengelbrock tiveram performances no Festival Schwetzingen, o Festival Innsbruck de Early Music eo Festival de Música de Echternach , e houve um grande renascimento do La divisione del mondo em uma coprodução entre a Opéra national du Rhin e a Opéra national de Lorraine em fevereiro / março de 2019.

## Trabalhos publicados
- Concerti Musicali per uso di Chiesa. Op. 1 (Veneza, Alessandro Vincenti, 1654)
- Sonata a due, e tre. Op. 2 (Veneza, Francesco Magni, 1655)
- Harmonia d'affetti Devoti a due, tre, e quatro, voci. Op. 3 (Veneza, Alessandro Vincenti, 1655)
- Sonate dà Chiesa, e dà Camera, Correnti, Balletti, Alemane, Sarabande a tre, doi violini, e violone. Libro Secondo. Op. 4 (Veneza, Francesco Magni, 1656)
- Salmi a cinque, tre voci, e due violini. Op. 5 (Veneza, Francesco Magni, 1657)
- Sentimenti Devoti Espressi con le musica di due, e tre voci. Libro Secondo. Op. 6 (Veneza, Francesco Magni detto Gardano, 1660). Uma segunda edição foi publicada em Antuérpia em 1665.
- Compiete con le Lettanie & Antifone Della B.V. a 5. voci. Op. 7 (Veneza, Francesco Magni detto Gardano, 1662)
- Sonate a due, tre, cinque, a sei stromenti. Libro 3. Op. 8 (Veneza, Francesco Magni, 1663)
- Sacri e Festivi Concerti. Messa e Salmi a due chori con stromenti a beneplacito. Op. 9 (Veneza, Francesco Magni Gardano, 1667)
- Acclamationi Divote a voce sola. Libro Primo. Op. 10 (Bologna, Giacomo Monti, 1670)
- La Cetra. Libro Quarto di Sonate a due tre e quattro stromenti. Op. 10 (Veneza, Francesco Magni Gardano, 1673, reimpresso em 1682)
- Cantate, e Canzonette a voce sola. Op. 12 (Bologna, Giacomo Monti, 1676)
- Idee Armoniche Estese per due e tre voci. Op. 13 (Veneza, Francesco Magni detto Gardano, 1678)
- Echi di Riverenza di Cantate, e Canzoni. Libro Secondo. Op. 14 (Bologna, Giacomo Monti, 1678)
- Sacri Musicali Concerti a due, e tre voci. Libro Terzo. Op. 15 (Veneza, Gioseppe Sala, 1689)
- Balletti e Correnti a cinque stromenti, con il basso continuo per il cembalo. Libro Quinto Postumo. Op. 16 (Veneza, Gioseppe Sala, 1691)
- Motetti Sacri a voce sola con tre strumenti. Op. 17 (Veneza, Gioseppe Sala, 1692)
- Sonate a 2, 3, 4, 5, 6 e 7 istrumenti con tromba, o senza, overo flauto Op. 18 (Veneza, Gioseppe Sala, 1693) (nenhuma cópia sobreviveu)
- Voci geniali, raccolte in duetti e terzetti Op. 19 (Veneza, Gioseppe Sala, 1698) (nenhuma cópia sobreviveu)

Nota: Duas coleções foram publicadas como opus 10, Acclamationi Divote (1670) e La Cetra (1673). A impressão de La Cetra como Opus 10 parece ser um erro por parte do editor veneziano, que presumivelmente não tinha conhecimento da coleção publicada em Bolonha em 1670: a numeração correta das publicações foi retomada com Opus 12.

## Trabalhos não publicados
Várias obras sobrevivem apenas em cópias manuscritas. A maioria pode ser atribuída com segurança a Legrenzi, embora existam alguns de atribuição menos certa. Entre as mais importantes dessas obras estão:
- O Messa a cinque voci con stromenti, encontrado em Oxford.
- A Missa quinque vocibus encontrada em Loreto. Esta missa, datada de 1689 e sobrevivendo em um volume magnificamente encadernado, pode ter sido apresentada como uma oferta votiva.
- O Messa a 16 para quatro coros e continuo de órgão realizado na Biblioteca do Vaticano.
- O Prosa pro mortuis, cenário completo para coro duplo e instrumentos da sequência "Dies irae" da Missa de Réquiem.
- Um cenário único para coro duplo e instrumentos de Matinas para o dia de Natal, incluindo o Invitatório, Salmos e Te Deum; e concluindo com a introdução para a primeira missa de Natal.
- Intret in conspectu, um moteto para 6 vozes, conhecido de uma única fonte copiado por Handel, que se inspirou no moteto de Legrenzi no coro 'To thy dark servant' no oratório Samson.
- Credidi propter quod locutus sum, uma configuração de salmo para solo alto, cordas e contínuo, que parece ser um exemplo único da mão do próprio Legrenzi, pois há evidências de que é um autógrafo.
- Laudate pueri, uma configuração de salmo para cinco vozes, cordas e continuo e, excepcionalmente, uma trombeta.
- Spirate aure serenae, um moteto para soprano solo, cordas e contínuo que prevê um teorbo para dobrar ou substituir o violão.

Além disso, há mais algumas peças litúrgicas, várias cantatas e a incomum 'serenata' Notte, madri d'horrori.

## Óperas
- Nino, il giusto (1662)
- Achille in Sciro (1663)
- Zenobia e Radamisto (1665)
- Tiridate (1668)
- Eteocle e Polinice (1674)
- La divisione del mondo (1675)
- Adone in Cipro (1676)
- Germanico sul Reno (1676)
- Totila (1677)
- Antioco il grande (1681)
- Creso (1681)
- Pausania (1681)
- Lisimaco riamato da Alessandro (1682)
- Ottaviano Cesare Agusto (1682)
- I due cesari (1683)
- Il Giustino (1683)
- L'anarchia dell'imperio (1683)
- Publio Elio Pertinace (1684)
- Ifianassa e Melampo (1685)

## Oratórios
- Oratorio del giuditio (1665)
- Lamenti Profetici nella Passione di Cristo (1671)[3]
- Sedecia (1671)
- Il creation del mondo (1672)
- Sisara (1672)
- Moisè (1672)
- La vendita del cuor humano (or Il prezzo del cuor humano) (1673)
- La morte del cor penitente (1673)
- San Giovanni Battista (1673)
- Adamo et Eva (1674)
- Gli sponsali d’Ester (1675)
- Decollatione di S. Giovanni (1678)
- Erodiade (lib. Neri) (1687)
- Erodiade (lib. Piccioli) (1687)